# Menozziola schmitzi
Menozziola schmitzi är en tvåvingeart som först beskrevs av Menozzi 1921.  Menozziola schmitzi ingår i släktet Menozziola och familjen puckelflugor. Arten är reproducerande i Sverige. Inga underarter finns listade i Catalogue of Life.